# Фанатик (фильм, 2000)
«Фанатик» (англ. High Fidelity) — фильм режиссёра Стивена Фрирза по роману писателя Ника Хорнби.

## Сюжет
Герой фильма — владелец маленького магазинчика пластинок по имени Роб Гордон (Джон Кьюсак). Его бросает девушка Лора (Ибен Йейле), недовольная бесцельной жизнью своего тридцатипятилетнего парня. Роб решает пересмотреть свои предыдущие отношения, надеясь найти в них причины настоящих неудач. Вспоминая пять своих самых сильных разрывов, он невольно приходит к выводам, которые заставляют его по-новому взглянуть на свою жизнь.

## В ролях
| Актёр                 | Роль                            |
| --------------------- | ------------------------------- |
| Джон Кьюсак           | Роб Гордон                      |
| Ибен Йейле            | Лора                            |
| Джек Блэк             | Бари                            |
| Тодд Луизо            | Дик                             |
| Кэтрин Зета-Джонс     | Чарли Николсон                  |
| Лиза Боне             | Мари Десалль                    |
| Сара Гилберт          | Анно Мосс                       |
| Лили Тейлор           | Сара Кендрю                     |
| Джоан Кьюсак          | Лиз                             |
| Тим Роббинс           | Ян «Рей» Реймонд                |
| Крис Реманн           | Винс                            |
| Бен Карр              | Джастин                         |
| Наташа Грегсон Вагнер | Кэролин                         |
| Дрейк Белл            | молодой Роб Гордон              |
| Брюс Спрингстин       | камео                           |
| Ян Уильямс            | парень в «record store» (камео) |

## Награды и номинации
- 2001 — номинация на премию «Золотой глобус» за «лучшую мужскую роль — комедия или мюзикл» (Джон Кьюсак).
- 2001 — номинация на премию BAFTA за лучший адаптированный сценарий (Д. В. ДеВинсентис, Стив Пинк, Джон Кьюсак, Скотт Розенберг).
- 2001 — две номинации на премию American Comedy Awards: самый смешной актер (Джон Кьюсак), самый смешной актер второго плана (Джек Блэк).
- 2001 — номинация на премию «Грэмми» за лучший альбом-компиляцию для кино или телевидения.
- 2001 — номинация на премию Гильдии сценаристов США за лучший адаптированный сценарий (Д. В. ДеВинсентис, Стив Пинк, Джон Кьюсак, Скотт Розенберг).

## Саундтрек
- В фильме используются отрывки из семидесяти песен, но в саундтрек вошли только 15:

### Список композиций
| №   | Название                                             | Автор(ы)                         | Длительность |
| --- | ---------------------------------------------------- | -------------------------------- | ------------ |
| 1.  | «You’re Gonna Miss Me»                               | 13th Floor Elevators             |              |
| 2.  | «Ev’rybody’s Gonna Be Happy»                         | The Kinks                        |              |
| 3.  | «I’m Wrong About Everything»                         | John Wesley Harding              |              |
| 4.  | «Oh! Sweet Nuthin'»                                  | The Velvet Underground           |              |
| 5.  | «Always See Your Face»                               | Love                             |              |
| 6.  | «Most of the Time»                                   | Боб Дилан                        |              |
| 7.  | «Fallen for You»                                     | Sheila Nicholls                  |              |
| 8.  | «Dry the Rain»                                       | The Beta Band                    |              |
| 9.  | «Shipbuilding»                                       | Элвис Костелло и The Attractions |              |
| 10. | «Cold Blooded Old Times»                             | Smog                             |              |
| 11. | «Let’s Get It On»                                    | Barry Jive & The Uptown Five     |              |
| 12. | «Lo Boob Oscillator»                                 | Stereolab                        |              |
| 13. | «Inside Game»                                        | Royal Trux                       |              |
| 14. | «Who Loves the Sun»                                  | The Velvet Underground           |              |
| 15. | «I Believe (When I Fall In Love It Will Be Forever)» | Стиви Уандер                     |              |